# 萨尔图-迪皮拉波拉
萨尔图-迪皮拉波拉是巴西圣保罗州的一个市镇。总面积280.312平方公里，总人口42262人，人口密度150.8人/平方公里。